# Go Ahead Eagles
Il Go Ahead Eagles è una società calcistica olandese con sede nella città di Deventer. Milita nella massima divisione olandese, l'Eredivisie.
Ha vinto 4 campionati olandesi (1917, 1922, 1930 e 1933) e una Coppa dei Paesi Bassi (2025).

## Storia
Fondata il 2 dicembre 1902 come Be Quick, assunse nel 1905 la denominazione di Deventer Voetbalvereniging Go Ahead e nel 1972 quella attuale di Go Ahead Eagles Deventer. Fu fra le migliori squadre dei Paesi Bassi del primo dopoguerra, aggiudicandosi quattro titoli nazionali (1917, 1922, 1930 e 1933).
Nel 2012-2013, grazie alla vittoria sul Volendam nella finale della Nacompetitie (risultato complessivo di 3-1), è stata promossa in Eredivisie. Nella stagione 2014-2015, pur retrocedendo in Eerste Divisie, è stata premiata con il Premio UEFA Fair Play e, di conseguenza, ha partecipato all'Europa League 2015-2016; si tratta inoltre dell’ultima squadra ad aver ottenuto questo riconoscimento, definitivamente rimosso dalla stagione seguente. Qui è stata eliminata al primo turno preliminare di qualificazione per mano degli ungheresi del Ferencváros. Piazzatasi quinta in Eerste Divisie 2015-2016, è stata ammessa ai play-off, dove ha eliminato il VVV-Venlo ed il. De Graafschap, riguadagnando la promozione in massima serie. Nella stagione 2016-2017, piazzandosi ultima, è retrocessa nuovamente in Eerste Divisie con un turno di anticipo rispetto alla fine del campionato. Nel 2020-2021, grazie al secondo posto nel campionato cadetto, la squadra ottiene una nuova promozione in massima serie. Nella stagione 2023-2024 vincendo gli spareggi ottiene la qualificazione al secondo turno di Conference League da cui è eliminato subito dal Brann.
Nella stagione 2024-2025, battendo l’AZ Alkmaar ai calci di rigore, vince la prima coppa d’Olanda della sua storia. Il club così torna a vincere un trofeo dopo 92 anni dall'ultima volta e ottiene la qualificazione al girone di UEFA Europa League senza dover disputare gli spareggi di Eredivisie.

## Colori e simboli

### Colori
I colori sociali sono il giallo e il rosso. La maglia di gioco è rossa con una banda gialla in mezzo, invece i pantaloncini e i calzettoni sono rossi con inserti gialli.

### Simboli ufficiali

#### Stemma
Nello stemma è presente un'aquila.

## Strutture

### Stadio
Dal 1920 il club disputa le proprie gare interne nello stadio De Adelaarshorst, che si trova a Deventer e che può ospitare 10.400 spettatori.

## Allenatori e presidenti
- Franz Köhler (1954–56)
- Gilbert Richmond (1957–62)
- František Fadrhonc (1º luglio 1962 – 30 giugno 1970)
- Barry Hughes (1º luglio 1970 – 30 giugno 1973)
- Jan Notermans (1973–75)
- Henk van Brussel (1975)
- Leo Beenhakker (1975–76)
- Henk van Brussel (interim) (1976)
- Wiel Coerver (1º luglio 1976 – 30 giugno 1977)
- Henk van Brussel (interim) (1978)
- Joop Brand (1º luglio 1978 – Feb 17, 1980)
- Spitz Kohn (1º luglio 1980 – 30 giugno 1981)
- Bob Maaskant (1981–83)
- Henk Wullems (1º luglio 1983 – 30 giugno 1986)
- Nico van Zoghel (1º luglio 1985 – 30 giugno 1988)
- Fritz Korbach (1º luglio 1988 – 30 giugno 1990)
- Henk ten Cate (22 febbraio 1990 – 30 giugno 1990)
- Jan Versleijen (1º luglio 1990 – 30 giugno 1993)
- Henk ten Cate (1º luglio 1993 – 27 gennaio 1995)
- Ab Fafié (27 gennaio 1995 – 30 giugno 1996)
- Leo van Veen (1º luglio 1996 – 30 giugno 1997)
- Jan van Staa (1º luglio 1997 – 30 giugno 2002)
- Theo de Jong (2001–02)
- Robert Maaskant (1º luglio 2002 – 2 febbraio 2003)
- Raymond Libregts (15 gennaio 2003 – 30 giugno 2005)
- Mike Snoei (1º luglio 2005 – 4 marzo 2008)
- Gerard Somer (interim) (4 marzo 2008 – 7 marzo 2008)
- Andries Ulderink (7 marzo 2008 – 30 giugno 2011)
- Joop Gall (1º luglio 2011 – 24 marzo 2012)
- Michel Boerebach (interim) (24 marzo 2012 – 31 marzo 2012)
- Jimmy Calderwood (30 marzo 2012 – 30 giugno 2012)
- Erik ten Hag (1º luglio 2012 – 30 giugno 2013)
- Foeke Booy (1º luglio 2013 – 22 marzo 2015)
- Dennis Demmers (22 marzo 2015 – 1º febbraio 2016)
- Harry Decheiver (interim) (2016)
- Hans de Koning (20 febbraio 2016 – 22 marzo 2017)
- Robert Maaskant (25 marzo 2017 – 30 giugno 2017)
- Leon Vlemmings (1º luglio 2017 – 3 dicembre 2017)
- Jan van Staa (5 dicembre 2017 – 30 giugno 2018)
- John Stegeman (1º luglio 2018 – 29 maggio 2019)
- Jack de Gier (maggio 2019 – 30 giugno 2020)
- Kees van Wonderen (1º luglio 2020 – 2022)
- René Hake (2022 – 30 giugno 2024)
- Paul Simonis (2024 – 2025)

## Calciatori
Le Go Ahead Eagles hanno prodotto numerosi giocatori di rilievo, tra cui Raimond van der Gouw, René Eijkelkamp, Marc Overmars, Paul Bosvelt, Jan Kromkamp, Victor Sikora, Bert van Marwijk e Demy de Zeeuw.

## Palmarès

### Competizioni nazionali
- Campionato olandese: 4

1916-1917, 1921-1922, 1929-1930, 1932-1933
- Coppa dei Paesi Bassi: 1

2024-2025
- Tweede Divisie: 1

1958-1959

### Altri piazzamenti
- UEFA Fair Play ranking: 1

2014-2015
- Campionato olandese:

Secondo posto: 1915-1916, 1917-1918, 1918-1919, 1920-1921, 1922-1923, 1928-1929, 1934-1935, 1947-1948
Terzo posto: 1919-1920, 1967-1968
- Coppa dei Paesi Bassi:

Finalista: 1964-1965
Semifinalista: 1965-1966, 1966-1967, 1967-1968, 1980-1981, 2009-2010, 2021-2022
- Supercoppa dei Paesi Bassi:

Finalista: 2025
- Eerste Divisie:

Secondo posto: 1962-1963, 2020-2021
Vittoria play-off: 2015-2016
Promozione: 1991-1992, 2012-2013

## Statistiche e record

### Partecipazione ai campionati e ai tornei internazionali

#### Campionati nazionali
Il miglior risultato ottenuto nell'Eredivisie è il terzo posto della stagione 1967-1968.
Dalla stagione 1956-1957 alla 2024-2025 il club ha ottenuto le seguenti partecipazioni ai campionati nazionali:
| Livello | Categoria      | Partecipazioni | Debutto   | Ultima stagione | Totale |
| ------- | -------------- | -------------- | --------- | --------------- | ------ |
| 1º      | Eredivisie     | 36             | 1963-1964 | 2025-2026       | 36     |
| 2º      | Eerste Divisie | 31             | 1959-1960 | 2020-2021       | 31     |
| 3º      | Tweede klasse  | 3              | 1956-1957 | 1958-59         | 3      |

#### Tornei internazionali
Il club vanta sei partecipazioni alle moderne competizioni europee.
Alla stagione 2025-2026 il club ha ottenuto le seguenti partecipazioni ai tornei internazionali:
| Categoria                     | Partecipazioni | Debutto   | Ultima stagione |
| ----------------------------- | -------------- | --------- | --------------- |
| Coppa delle Coppe             | 1              | 1965-1966 | 1965-1966       |
| Coppa UEFA/UEFA Europa League | 2              | 2015-2016 | 2025-2026       |
| UEFA Conference League        | 1              | 2024-2025 | 2024-2025       |

### Statistiche nelle competizioni UEFA
Tabella aggiornata alla stagione 2024-2025.
| Competizione                  | Partecipazioni | G  | V | N | P | RF | RS |
| ----------------------------- | -------------- | -- | - | - | - | -- | -- |
| Coppa delle Coppe UEFA        | 1              | 2  | 0 | 0 | 2 | 0  | 7  |
| Coppa UEFA/UEFA Europa League | 1              | 2  | 0 | 1 | 1 | 2  | 5  |
| UEFA Conference League        | 1              | 2  | 0 | 1 | 1 | 1  | 2  |
| Coppa Intertoto UEFA          | 3              | 18 | 4 | 5 | 9 | 29 | 31 |

## Organico

### Rosa 2024-2025
Aggiornata al 25 aprile 2025.
| N. |                        | Ruolo | Calciatore        |
| -- | ---------------------- | ----- | ----------------- |
| 1  | Germania (bandiera)    | P     | Luca Plogmann     |
| 2  | Paesi Bassi (bandiera) | D     | Mats Deijl        |
| 3  | Germania (bandiera)    | D     | Gerrit Nauber     |
| 4  | Paesi Bassi (bandiera) | D     | Joris Kramer      |
| 5  | Indonesia (bandiera)   | D     | Dean James        |
| 6  | Paesi Bassi (bandiera) | C     | Calvin Twigt      |
| 7  | Danimarca (bandiera)   | C     | Jakob Breum       |
| 8  | Paesi Bassi (bandiera) | C     | Evert Linthorst   |
| 9  | Paesi Bassi (bandiera) | A     | Milan Smit        |
| 10 | Danimarca (bandiera)   | A     | Søren Tengstedt   |
| 11 | Norvegia (bandiera)    | A     | Oskar Sivertsen   |
| 14 | Svezia (bandiera)      | A     | Oscar Pettersson  |
| 15 | Paesi Bassi (bandiera) | C     | Robbin Weijenberg |

| N. |                        | Ruolo | Calciatore        |
| -- | ---------------------- | ----- | ----------------- |
| 16 | Svezia (bandiera)      | A     | Victor Edvardsen  |
| 17 | Belgio (bandiera)      | C     | Mathis Suray      |
| 18 | Paesi Bassi (bandiera) | C     | Melle Meulensteen |
| 19 | Finlandia (bandiera)   | C     | Oliver Antman     |
| 21 | Paesi Bassi (bandiera) | C     | Enric Llansana    |
| 22 | Belgio (bandiera)      | P     | Jari De Busser    |
| 24 | Paesi Bassi (bandiera) | D     | Luca Everink      |
| 26 | Paesi Bassi (bandiera) | D     | Julius Dirksen    |
| 27 | Paesi Bassi (bandiera) | A     | Finn Stokkers     |
| 29 | Danimarca (bandiera)   | D     | Aske Adelgaard    |
| 30 | Paesi Bassi (bandiera) | P     | Sven Jansen       |
| 33 | Paesi Bassi (bandiera) | P     | Nando Verdoni     |

### Rosa 2023-2024
Aggiornata al 29 gennaio 2024.
| N. |                        | Ruolo | Calciatore         |
| -- | ---------------------- | ----- | ------------------ |
| 2  | Paesi Bassi (bandiera) | D     | Mats Deijl         |
| 3  | Germania (bandiera)    | D     | Gerrit Nauber      |
| 4  | Paesi Bassi (bandiera) | D     | Joris Kramer       |
| 5  | Paesi Bassi (bandiera) | D     | Bas Kuipers        |
| 7  | Paesi Bassi (bandiera) | A     | Rashaan Fernandes  |
| 8  | Paesi Bassi (bandiera) | C     | Evert Linthorst    |
| 10 | Belgio (bandiera)      | C     | Philippe Rommens   |
| 11 | Paesi Bassi (bandiera) | A     | Bobby Adekanye     |
| 14 | Armenia (bandiera)     | D     | Aventis Aventisian |
| 15 | Paesi Bassi (bandiera) | D     | Dean James         |
| 16 | Svezia (bandiera)      | A     | Victor Edvardsen   |
| 17 | Spagna (bandiera)      | C     | Darío Serra        |
| 19 | Paesi Bassi (bandiera) | A     | Sylla Sow          |

| N. |                        | Ruolo | Calciatore               |
| -- | ---------------------- | ----- | ------------------------ |
| 20 | Belgio (bandiera)      | C     | Xander Blomme            |
| 21 | Paesi Bassi (bandiera) | C     | Enric Llansana           |
| 22 | Paesi Bassi (bandiera) | P     | Erwin Mulder             |
| 23 | Norvegia (bandiera)    | A     | Oliver Valaker Edvardsen |
| 25 | Paesi Bassi (bandiera) | D     | Jamal Amofa              |
| 26 | Paesi Bassi (bandiera) | D     | Luca Everink             |
| 27 | Paesi Bassi (bandiera) | A     | Finn Stokkers            |
| 28 | Paesi Bassi (bandiera) | D     | Pim Saathof              |
| 29 | Danimarca (bandiera)   | C     | Jakob Breum              |
| 30 | Paesi Bassi (bandiera) | P     | Sven Jansen              |
| 32 | Belgio (bandiera)      | A     | Thibo Baeten             |
| 33 | Paesi Bassi (bandiera) | P     | Nando Verdoni            |
|    | Danimarca (bandiera)   | A     | Søren Tengstedt          |

### Rosa 2022-2023
Aggiornata al 22 maggio 2023.
| N. |                        | Ruolo | Calciatore         |
| -- | ---------------------- | ----- | ------------------ |
| 1  | Paesi Bassi (bandiera) | P     | Jeffrey de Lange   |
| 2  | Paesi Bassi (bandiera) | D     | Mats Deijl         |
| 3  | Germania (bandiera)    | D     | Gerrit Nauber      |
| 4  | Spagna (bandiera)      | D     | José Fontán        |
| 5  | Paesi Bassi (bandiera) | D     | Bas Kuipers        |
| 6  | Paesi Bassi (bandiera) | D     | Jay Idzes          |
| 7  | Paesi Bassi (bandiera) | A     | Rashaan Fernandes  |
| 8  | Paesi Bassi (bandiera) | C     | Evert Linthorst    |
| 9  | Svezia (bandiera)      | A     | Isac Lidberg       |
| 10 | Belgio (bandiera)      | C     | Philippe Rommens   |
| 11 | Paesi Bassi (bandiera) | A     | Bobby Adekanye     |
| 14 | Grecia (bandiera)      | D     | Aventis Aventisian |
| 16 | Paesi Bassi (bandiera) | P     | Sven Jansen        |
| 17 | Paesi Bassi (bandiera) | A     | Martijn Berden     |

| N. |                        | Ruolo | Calciatore               |
| -- | ---------------------- | ----- | ------------------------ |
| 18 | Islanda (bandiera)     | C     | Willum Þór Willumsson    |
| 19 | Paesi Bassi (bandiera) | A     | Sylla Sow                |
| 20 | Belgio (bandiera)      | C     | Xander Blomme            |
| 21 | Paesi Bassi (bandiera) | C     | Enric Llansana           |
| 22 | Paesi Bassi (bandiera) | P     | Erwin Mulder             |
| 23 | Norvegia (bandiera)    | A     | Oliver Valaker Edvardsen |
| 24 | Paesi Bassi (bandiera) | A     | Jahnoah Markelo          |
| 25 | Paesi Bassi (bandiera) | D     | Jamal Amofa              |
| 26 | Paesi Bassi (bandiera) | D     | Justin Bakker            |
| 27 | Paesi Bassi (bandiera) | A     | Finn Stokkers            |
| 28 | Paesi Bassi (bandiera) | D     | Pim Saathof              |
| 29 | Paesi Bassi (bandiera) | C     | Robbin Weijenberg        |
| 40 | Germania (bandiera)    | P     | Luca Plogmann            |

### Rosa 2020-2021
| N. |                        | Ruolo | Calciatore            |
| -- | ---------------------- | ----- | --------------------- |
| 1  | Paesi Bassi (bandiera) | P     | Mitchel Michaelis     |
| 2  | Paesi Bassi (bandiera) | D     | Wout Droste           |
| 3  | Paesi Bassi (bandiera) | D     | Sam Beukema           |
| 4  | Paesi Bassi (bandiera) | D     | Jeroen Veldmate       |
| 5  | Paesi Bassi (bandiera) | D     | Bas Kuipers           |
| 6  | Paesi Bassi (bandiera) | C     | Jay Idzes             |
| 7  | Paesi Bassi (bandiera) | C     | Martijn Berden        |
| 8  | Paesi Bassi (bandiera) | C     | Luuk Brouwers         |
| 9  | Francia (bandiera)     | A     | Antoine Rabillard     |
| 10 | Turchia (bandiera)     | C     | Erkan Eyibil          |
| 11 | Paesi Bassi (bandiera) | C     | Kevin van Kippersluis |
| 14 | Paesi Bassi (bandiera) | C     | Zakaria Eddahchouri   |
| 15 | Germania (bandiera)    | D     | Nicolas Abdat         |

| N. |                        | Ruolo | Calciatore          |
| -- | ---------------------- | ----- | ------------------- |
| 16 | Paesi Bassi (bandiera) | P     | Alessio Budel       |
| 17 | Scozia (bandiera)      | C     | Francis Ross        |
| 18 | Paesi Bassi (bandiera) | A     | Sam Crowther        |
| 19 | Paesi Bassi (bandiera) | A     | Sam Hendriks        |
| 20 | Paesi Bassi (bandiera) | P     | Jay Gorter          |
| 21 | Paesi Bassi (bandiera) | C     | Bradly van Hoeven   |
| 22 | Paesi Bassi (bandiera) | D     | Julliani Eersteling |
| 23 | Paesi Bassi (bandiera) | C     | Quiermo Dumay       |
| 24 | Stati Uniti (bandiera) | C     | Mael Corboz         |
| 25 | Paesi Bassi (bandiera) | D     | Boyd Lucassen       |
| 26 | Paesi Bassi (bandiera) | D     | Justin Bakker       |
| 27 | Zambia (bandiera)      | A     | Jacob Mulenga       |
|    | Paesi Bassi (bandiera) | P     | Ruben Stuiver       |

### Rosa 2019-2020
| N. |                        | Ruolo | Calciatore        |
| -- | ---------------------- | ----- | ----------------- |
| 1  | Paesi Bassi (bandiera) | P     | Hobie Verhulst    |
| 2  | Paesi Bassi (bandiera) | D     | Wout Droste       |
| 3  | Paesi Bassi (bandiera) | D     | Gino Bosz         |
| 4  | Paesi Bassi (bandiera) | D     | Jeroen Veldmate   |
| 5  | Curaçao (bandiera)     | D     | Elso Brito        |
| 6  | Paesi Bassi (bandiera) | C     | Elmo Lieftink     |
| 7  | Rep. Ceca (bandiera)   | C     | Jaroslav Navrátil |
| 8  | Francia (bandiera)     | A     | Antoine Rabillard |
| 9  | Belgio (bandiera)      | A     | Maecky Ngombo     |
| 10 | Paesi Bassi (bandiera) | C     | Alexander Bannink |
| 11 | Svezia (bandiera)      | C     | Adrian Edqvist    |
| 14 | Paesi Bassi (bandiera) | C     | Martijn Berden    |
| 15 | Germania (bandiera)    | D     | Nicolas Abdat     |
| 17 | Paesi Bassi (bandiera) | D     | Julius Bliek      |

| N. |                        | Ruolo | Calciatore            |
| -- | ---------------------- | ----- | --------------------- |
| 18 | Paesi Bassi (bandiera) | P     | Lars Jansen           |
| 19 | Paesi Bassi (bandiera) | D     | Joran Swart           |
| 20 | Paesi Bassi (bandiera) | P     | Jay Gorter            |
| 21 | Paesi Bassi (bandiera) | C     | Samuel Wakana         |
| 22 | Paesi Bassi (bandiera) | C     | Max Leeflang          |
| 23 | Paesi Bassi (bandiera) | C     | Richard van der Venne |
| 24 | Stati Uniti (bandiera) | C     | Mael Corboz           |
| 25 | Paesi Bassi (bandiera) | D     | Boyd Lucassen         |
| 26 | Paesi Bassi (bandiera) | A     | Maarten Pouwels       |
| 27 | Belgio (bandiera)      | D     | Jenthe Mertens        |
| 31 | Paesi Bassi (bandiera) | D     | Sam Beukema           |
| 33 | Paesi Bassi (bandiera) | D     | Jarno van den Bos     |
| 34 | Paesi Bassi (bandiera) | D     | Donny van Iperen      |
| 35 | Paesi Bassi (bandiera) | C     | Zakaria Eddahchouri   |

### Rosa 2018-2019
| N. |                        | Ruolo | Calciatore        |
| -- | ---------------------- | ----- | ----------------- |
| 1  | Paesi Bassi (bandiera) | P     | Hobie Verhulst    |
| 2  | Paesi Bassi (bandiera) | D     | Julian Lelieveld  |
| 3  | Paesi Bassi (bandiera) | D     | Gino Bosz         |
| 4  | Paesi Bassi (bandiera) | D     | Jeroen Veldmate   |
| 5  | Paesi Bassi (bandiera) | D     | Roland Baas       |
| 6  | Paesi Bassi (bandiera) | C     | Jeff Stans        |
| 7  | Rep. Ceca (bandiera)   | C     | Jaroslav Navrátil |
| 8  | Paesi Bassi (bandiera) | C     | Istvan Bakx       |
| 9  | Paesi Bassi (bandiera) | A     | Thomas Verheydt   |
| 10 | Paesi Bassi (bandiera) | C     | Paco van Moorsel  |
| 11 | Brasile (bandiera)     | C     | Bruno Andrade     |
| 13 | Paesi Bassi (bandiera) | D     | Rick Ketting      |
| 14 | Paesi Bassi (bandiera) | A     | Givan Werkhoven   |
| 16 | Paesi Bassi (bandiera) | P     | Mark Spenkelink   |
| 17 | Paesi Bassi (bandiera) | D     | Julius Bliek      |

| N. |                        | Ruolo | Calciatore            |
| -- | ---------------------- | ----- | --------------------- |
| 18 | Paesi Bassi (bandiera) | P     | Lars Jansen           |
| 19 | Paesi Bassi (bandiera) | A     | Sjoerd Overgoor       |
| 22 | Paesi Bassi (bandiera) | C     | Pieter Langedijk      |
| 23 | Paesi Bassi (bandiera) | C     | Richard van der Venne |
| 24 | Paesi Bassi (bandiera) | C     | Orhan Džepar          |
| 25 | Paesi Bassi (bandiera) | C     | Desney Bruinink       |
| 26 | Paesi Bassi (bandiera) | A     | Maarten Pouwels       |
| 27 | Paesi Bassi (bandiera) | D     | Dennis Hettinga       |
| 28 | Paesi Bassi (bandiera) | D     | Jairzinho Slijngard   |
| 29 | Paesi Bassi (bandiera) | D     | Jarno van den Bos     |
| 30 | Armenia (bandiera)     | C     | Gor Agbaljan          |
| 31 | Paesi Bassi (bandiera) | D     | Sam Beukema           |
| 32 | Paesi Bassi (bandiera) | D     | Joey Groenbast        |
| 33 | Paesi Bassi (bandiera) | C     | Giovanni Büttner      |

### Rosa 2017-2018
| N. |                        | Ruolo | Calciatore         |
| -- | ---------------------- | ----- | ------------------ |
| 1  | Paesi Bassi (bandiera) | P     | Sonny Stevens      |
| 3  | Paesi Bassi (bandiera) | D     | Rick Ketting       |
| 4  | Paesi Bassi (bandiera) | D     | Xandro Schenk      |
| 6  | Guinea (bandiera)      | D     | Brem Soumaoro      |
| 7  | Italia (bandiera)      | C     | Stefano Beltrame   |
| 8  | Paesi Bassi (bandiera) | C     | Joey Suk           |
| 10 | Paesi Bassi (bandiera) | C     | Jeff Stans         |
| 11 | Paesi Bassi (bandiera) | C     | Pieter Langedijk   |
| 14 | Paesi Bassi (bandiera) | C     | Sjoerd Overgoor    |
| 16 | Paesi Bassi (bandiera) | P     | Maarten de Fockert |
| 18 | Paesi Bassi (bandiera) | D     | Levi Opdam         |
| 19 | Paesi Bassi (bandiera) | A     | Sam Hendriks       |
| 20 | Paesi Bassi (bandiera) | D     | Robin Buwalda      |
| 21 | Paesi Bassi (bandiera) | A     | Givan Werkhoven    |
| 22 | Paesi Bassi (bandiera) | D     | Hamid Zarbaf       |

| N. |                        | Ruolo | Calciatore         |
| -- | ---------------------- | ----- | ------------------ |
| 23 | Paesi Bassi (bandiera) | P     | Mark Spenkelink    |
| 24 | Paesi Bassi (bandiera) | C     | Orhan Džepar       |
| 25 | Paesi Bassi (bandiera) | C     | Thijs Dekker       |
| 26 | Paesi Bassi (bandiera) | C     | Patrick Maneschijn |
| 27 | Paesi Bassi (bandiera) | D     | Dennis Hettinga    |
| 28 | Inghilterra (bandiera) | C     | Aaron Nemane       |
| 29 | Curaçao (bandiera)     | C     | Isaï Marselia      |
| 30 | Paesi Bassi (bandiera) | D     | Julian Wolf        |
| 31 | Paesi Bassi (bandiera) | D     | Sam Beukema        |
| 32 | Paesi Bassi (bandiera) | D     | Joey Groenbast     |
| 33 | Paesi Bassi (bandiera) | C     | Yannick de Vries   |
| 34 | Paesi Bassi (bandiera) | D     | Mauro Savastano    |
| 35 | Paesi Bassi (bandiera) | D     | Sefa Yildirim      |
| 37 | Brasile (bandiera)     | C     | Bruno Andrade      |